# Departamento de Defensa de los Estados Unidos
El Departamento de Defensa de  los Estados Unidos (en inglés: United States Department of Defense; acrónimo: DoD o USDOD incluso DOD) es un departamento ejecutivo del gobierno federal de Estados Unidos encargado de coordinar y supervisar todas las agencias y funciones del gobierno directamente relacionadas con la  seguridad nacional y las Fuerzas Armadas de los Estados Unidos. El Departamento de Defensa posee el mayor índice de tasa de empleo del mundo, con más de 1,34 millones de miembros en servicio activo (entre los que se encuentran soldados, marines, marineros, aviadores y guardianes) desde junio de 2022. También cuentan con más de 778.000 miembros en la Guardia Nacional y reservistas, así como más de 747.000 civiles, elevando el total a más de 2,87 millones de empleados. Con sede en el Pentágono, en Arlington (Virginia), a las afueras de Washington D. C., el objetivo declarado del Departamento de Defensa es garantizar "las fuerzas militares necesarias para disuadir los conflictos bélicos y garantizar la seguridad de nuestra nación".
El Departamento está encabezado por el Secretario de Defensa, un jefe a nivel de gabinete que informa directamente al presidente de Estados Unidos. Debajo del Departamento de Defensa hay tres departamentos militares subordinados: el Departamento del Ejército, el Departamento de la Armada y el Departamento de la Fuerza Aérea. Además, cuatro servicios nacionales de inteligencia están subordinados al Departamento de Defensa: la Agencia de Inteligencia de Defensa, la Agencia de Seguridad Nacional, la Agencia Nacional de Inteligencia-Geoespacial y la Oficina Nacional de Reconocimiento. Otras agencias que están bajo la dirección del Departamento de Defensa son la Agencia de Proyectos de Investigación Avanzados de la Defensa, la Agencia Logística de Defensa, la Agencia Antimisiles de Defensa, la Agencia de Salud de la Defensa, la Agencia de Reducción de Amenazas de la Defensa y la Agencia de Fuerzas de Protección del Pentágono, todas las cuales están subordinadas al Secretario de Defensa. Así mismo, la Agencia de Gestión de Contratación de la Defensa es responsable de administrar los contratos del Departamento de Defensa. Las operaciones militares están dirigidas por once comandos combatientes unificados regionales o funcionales. El Departamento de Defensa también opera varias escuelas de servicios conjuntos, como la Escuela Eisenhower y la Escuela Nacional de Guerra.

## Historia
Ante las crecientes tensiones entre las Trece Colonias y el gobierno Británico, una de las primeras acciones tomadas por el Primer Congreso Continental en septiembre de 1774 fue recomendar que las colonias comenzaran los preparativos militares defensivos. A mediados de junio de 1775, después del estallido de la Guerra Revolucionaria, el Segundo Congreso Continental, reconociendo la necesidad de tener un ejército nacional que pudiera desplazarse y luchar más allá de los límites de cualquier colonia en particular, organizó el Ejército Continental el 14 de junio de 1775. Este acontecimiento trascendental se conmemora anualmente en Estados Unidos como el Día de la Bandera. Posteriormente en ese mismo año, el 13 de octubre, el Congreso contrataría a la Armada Continental y a los Marines Continentales el 10 de noviembre.

### El Departamento de Guerra y el Departamento de la Marina
Tras es establecimiento del 1er Congreso de Estados Unidos el 4 de marzo de 1789, la legislación que permitiría dar paso a la creación de una fuerza de defensa militar sufrió un estancamiento mientras se enfocaban en otras preocupaciones relevantes para establecer el nuevo gobierno. El Presidente George Washington fue al Congreso en dos ocasiones para recordarles su deber de establecer un ejército durante esta época. Finalmente, el último día de la sesión, el 29 de septiembre de 1789, el Congreso creó el Departamento de Guerra. El Departamento de Guerra se ocupaba de los asuntos navales hasta que el Congreso creó el Departamento de la Marina en 1798. Los secretarios de cada departamento informaban directamente al Presidente en posición de asesores a nivel de gabinete hasta 1949, cuando todos los departamentos militares quedaron subordinados al Secretario de Defensa.

### Establecimiento Militar Nacional

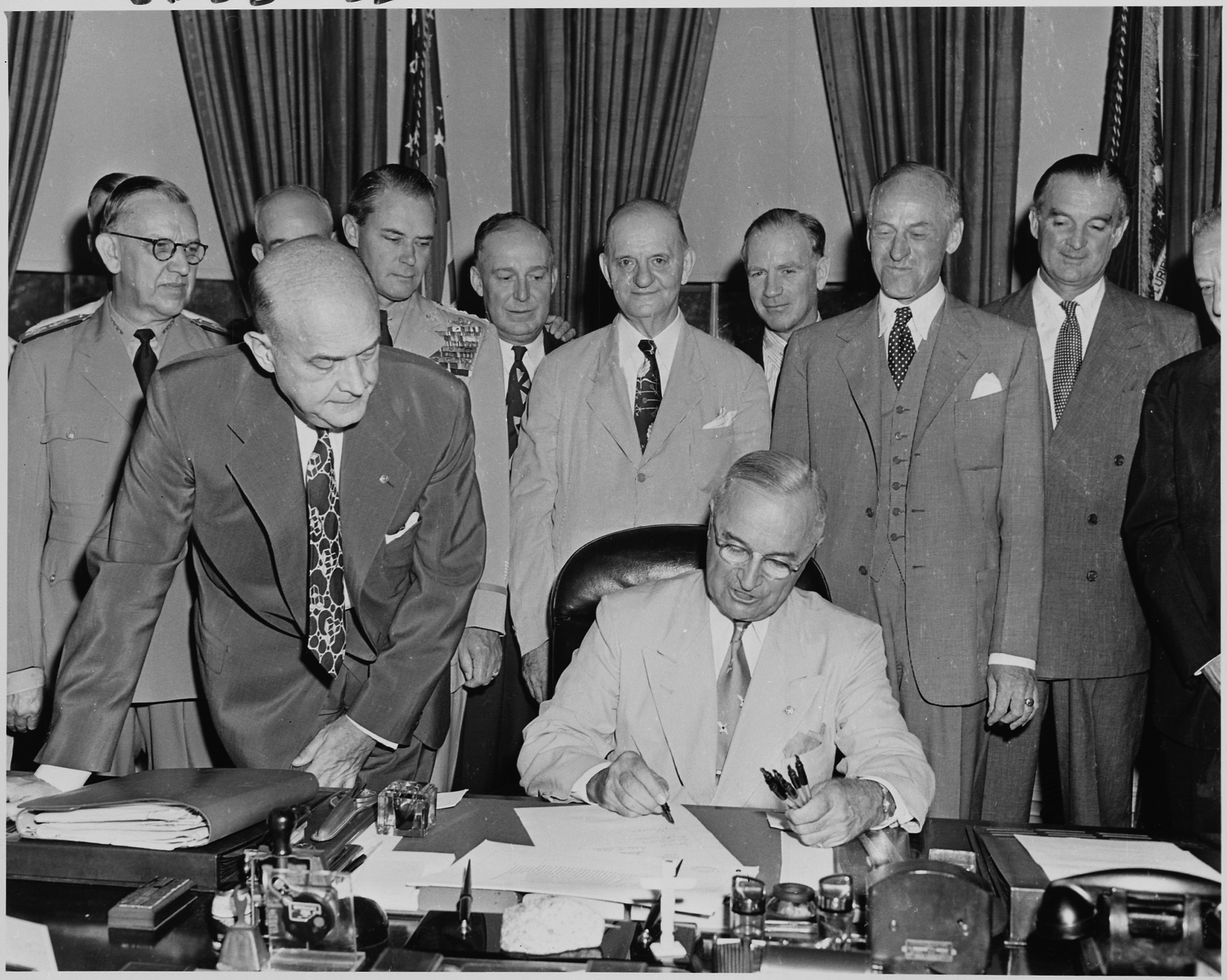
El Presidente Truman firmando la Enmienda a la Ley de Seguridad Nacional de 1949.

Después del final de la Segunda Guerra Mundial el presidente Harry Truman propuso la creación de un departamento unificado de defensa nacional. En un mensaje especial al Congreso el 19 de diciembre de 1945, el presidente hizo especial hincapié tanto del excesivo gasto en materia militar como en los conflictos interdepartamentales. Las deliberaciones en el Congreso se prolongaron durante meses, centrándose en gran medida en el papel que desempeñaban los militares en la sociedad y la amenaza que representaba el hecho de otorgar demasiado poder militar al brazo ejecutivo.
El 26 de julio de 1947 Truman firmó la Ley de Seguridad Nacional de 1947, que establecía un comando militar unificado conocido como "Establecimiento Militar Nacional", además de crearse la Agencia Central de Inteligencia, el Consejo de Seguridad Nacional, la Junta de Recursos de Seguridad Nacional, la Fuerza Aérea de Estados Unidos (anteriormente conocidas como las Fuerzas Aéreas del Ejército) y el Estado Mayor Conjunto. La ley colocó al Establecimiento Militar Nacional bajo el control de un solo Secretario de Defensa. El Establecimiento Militar Nacional inició oficialmente lmente sus operaciones el 18 de septiembre, un día después de que el Senado confirmara a James Forrestal como primer Secretario de Defensa. El Establecimiento Militar Nacional pasó a llamarse "Departamento de Defensa" el 10 de agosto de 1949 y absorbió los tres departamentos militares a nivel de gabinete, en una enmienda a la ley original de 1947.
Bajo la Ley de Reorganización del Departamento de Defensa de 1958 (Pub.L. 85–599) los canales de autoridad dentro del departamento se simplificaron mientras se mantenía la habitual autoridad de los Departamentos Militares para organizar, formar y equipar a sus fuerzas asociadas. La ley aclaraba la autoridad general de toma de decisiones por parte del Secretario de Defensa con respecto a estos departamentos militares subordinados y definía más claramente la cadena de mando operativa sobre las fuerzas militares de Estados Unidos (creada por los departamentos militares) que abarca desde el presidente hasta el Secretario de Defensa, y después a los Comandantes Combatientes Unificados. También se proporcionó en esta legislación una autoridad de investigación centralizada, la Agencia de Proyectos de Investigación de Defensa, finalmente conocida como DARPA. La ley fue redactada y promovida por la administración Eisenhower y se convirtió en ley el 6 de agosto de 1958.

### Discrepancias financieras
Un día antes de los ataques del 11 de septiembre de 2001, el Secretario de Defensa Donald Rumsfeld, anunció que el departamento no podía dar cuenta de las transacciones situadas en un valor aproximado de 2,3 billones de dólares. Reuters informó en 2013 que el Pentágono era la única agencia federal que no había publicado auditorías anuales como lo exige una ley de 1992. Según Reuters, el Pentágono "informa anualmente al Congreso que sus cuentas están tan desordenadas que una auditoría es imposible". En junio de 2016 la Oficina del Inspector General publicó un informe que indicaba que el Ejército realizó ajustes indebidos de $6,5 billones en sus partidas de contabilidad de 2015.

## Estructura organizativa

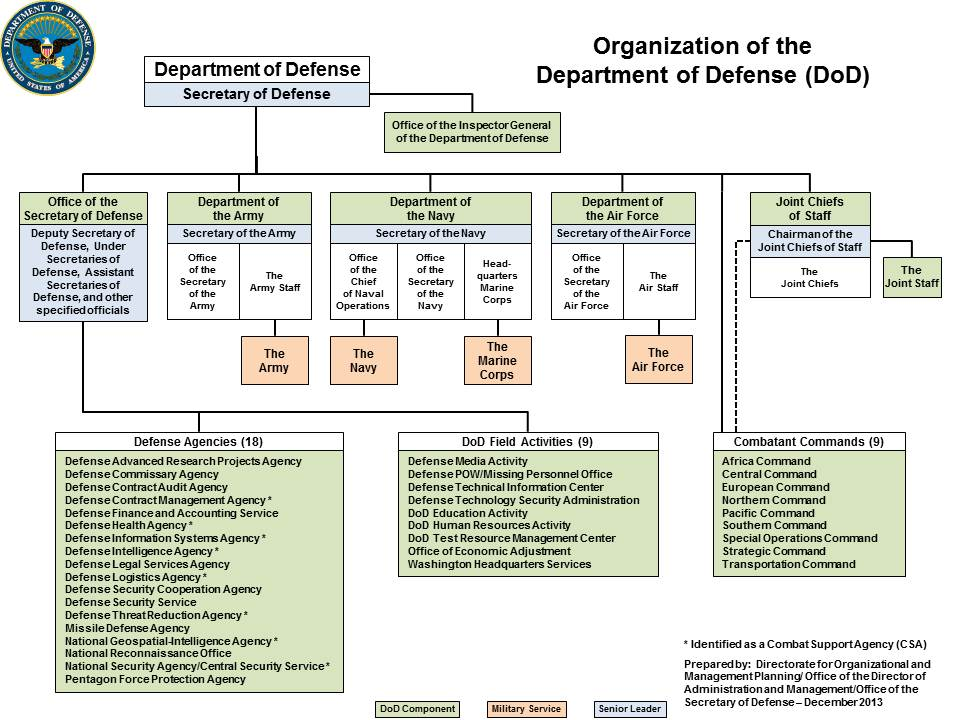
Organigrama del Departamento de Defensa (diciembre de 2013)

El Secretario de Defensa, designado por el presidente con el consejo y consentimiento del  Senado, es por ley federal (10 U.S.C. § 113) el jefe del Departamento de Defensa, "el asistente principal del Presidente en todos los asuntos relacionados con el Departamento de Defensa", y tiene "autoridad, dirección y control sobre el Departamento de Defensa". Debido a que la Constitución otorga toda la autoridad militar al Congreso y al Presidente, la autoridad estatutaria del Secretario de Defensa se deriva de su autoridad constitucional. Dado que no es práctico que el Congreso o el presidente participen en todos los asuntos del Departamento de Defensa, el Secretario de Defensa y los funcionarios subordinados del Secretario generalmente ejercen la autoridad militar.

Organización del Departamento de Defensa (2020)

El Departamento de Defensa está compuesto por la Oficina del Secretario de Defensa, la Junta de Jefes del Estado Mayor y el Joint Staff (JS) o Personal Conjunto (que se diferencia de la Junta de Jefes del Estado Mayor, en que el Joint Staff (JS) o Personal Conjunto está formado por personal de las diferentes ramas de las Fuerzas Armadas de Estados Unidos, pero acuartelados en el Pentágono), la Oficina del Inspector General, los Comandos Combatientes, los Departamentos Militares (el Departamento del Ejército, el Departamento de la Armada y el Departamento de la Fuerza Aérea), las Agencias de Defensa y las Actividades de Campo del Departamento de Defensa, la Oficina de la Guardia Nacional, y las demás oficinas, agencias, actividades, organizaciones y mandos establecidos o designados por ley, o por el presidente o por el Secretario de Defensa.
La Directiva 5100.01 del Departamento de Defensa describe las relaciones organizacionales dentro del departamento y es la emisión fundamental para delinear las principales funciones del departamento. La última versión, firmada por el ex Secretario de Defensa Robert Gates en diciembre de 2010, es la primera reescritura importante desde 1987.

### Oficina del Secretario de Defensa

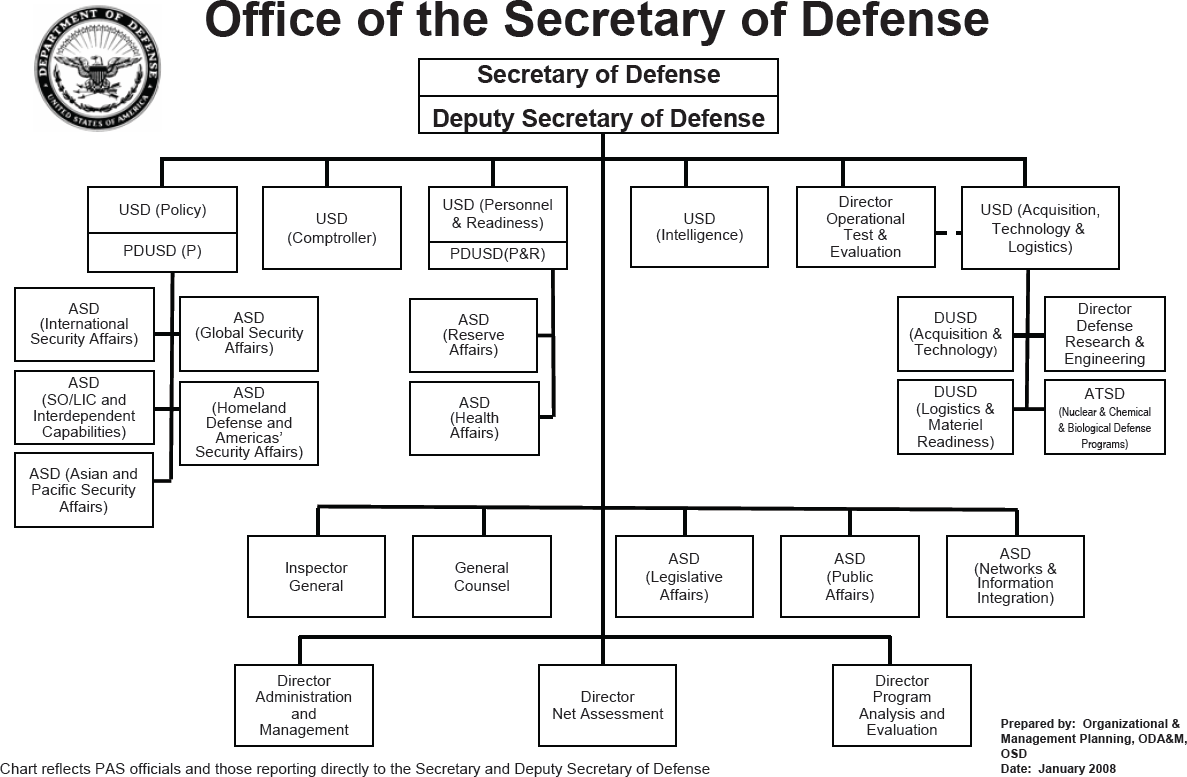
Organigrama de 2008 de la Oficina del Secretario de Defensa.

La Oficina del Secretario de Defensa está formada por el Secretario y por su principal personal civil adjunto.
La Oficina del Secretario de Defensa es la principal plantilla de trabajadores del Secretario de Defensa en el ejercicio del desarrollo de políticas, planificación, gestión de recursos, supervisión de programas y evaluación fiscal, e interfaz e intercambio con otros departamentos y agencias del gobierno de Estados Unidos, gobiernos extranjeros y organizaciones internacionales, a través de procesos formales e informales. La Oficina del Secretario de Defensa también supervisa y comanda las agencias de defensa, las actividades de campo del Departamento de Defensa y los equipos multifuncionales especializados.

#### Agencias de Defensa
La Oficina del Secretario de Defensa también supervisa las siguientes Agencias de Defensa:
- Instituto de Investigación de Radiobiología de las Fuerzas Armadas
- Actividad Educativa del Departamento de Defensa
- Agencia de Proyectos de Investigación Avanzados de la Defensa
- Agencia de Comisariado de la Defensa
- Agencia de Auditoría de Contratos de la Defensa
- Agencia de Gestión de Contratos de la Defensa
- Servicio de Contabilidad y Finanzas de la Defensa
- Agencia de Sistemas de Información de la Defensa
- Agencia de Servicios Legales de Defensa
- Agencia Logística de Defensa
- Agencia de Contabilidad de Prisioneros de Guerra o Desaparecidos en Acción de la Defensa
- Agencia de Cooperación para la Seguridad de la Defensa
- Agencia de Seguridad y Contrainteligencia de Defensa
- Centro de Información Técnica de Defensa
- Agencia de Reducción de Amenazas de la Defensa
- Agencia de Desarrollo Espacial

#### Agencias Nacionales de Inteligencia
Diversas agencias de defensa son miembros de la Comunidad de Inteligencia de Estados Unidos. Estos son servicios de inteligencia a nivel nacional que operan bajo la jurisdicción del Departamento de Defensa, pero a su vez están bajo la autoridad del Director de Inteligencia Nacional. Cumplen los requisitos de los formuladores de políticas nacionales y los planificadores de guerra, ofreciendo sus servicios como Agencias de Apoyo en Combate, y también colaboran con los servicios de inteligencia y las fuerzas del orden federales que no forman parte del Departamento de Defensa, tales como la Agencia Central de Inteligencia y la Oficina Federal de Investigación.
Cada uno de los servicios militares tiene sus propios elementos de inteligencia distintivos, pero están sujetos a la coordinación de las agencias nacionales de inteligencia que caen bajo la dirección del Departamento de Defensa. El Departamento de Defensa está a cargo de las autoridades coordinadoras y de los activos de la nación en las disciplinas de inteligencia de señales, inteligencia geoespacial e inteligencia de reconocimiento y signatura, y también construye, lanza y opera los activos satelitales de la Comunidad de Inteligencia. El Departamento de Defensa también tiene su propio servicio de inteligencia humana, que contribuye a los esfuerzos de inteligencia humana de la CIA y al mismo tiempo se enfoca en las prioridades de la inteligencia humana militar. Estas agencias son supervisadas directamente por el Subsecretario de Defensa para Inteligencia.
|                                       |
| Agencia de Inteligencia de la Defensa |

|                               |
| Agencia de Seguridad Nacional |

|                                              |
| Agencia Nacional de Inteligencia-Geoespacial |

|                                    |
| Oficina Nacional de Reconocimiento |

### Estado Mayor Conjunto
Artículo principal: Estado Mayor Conjunto

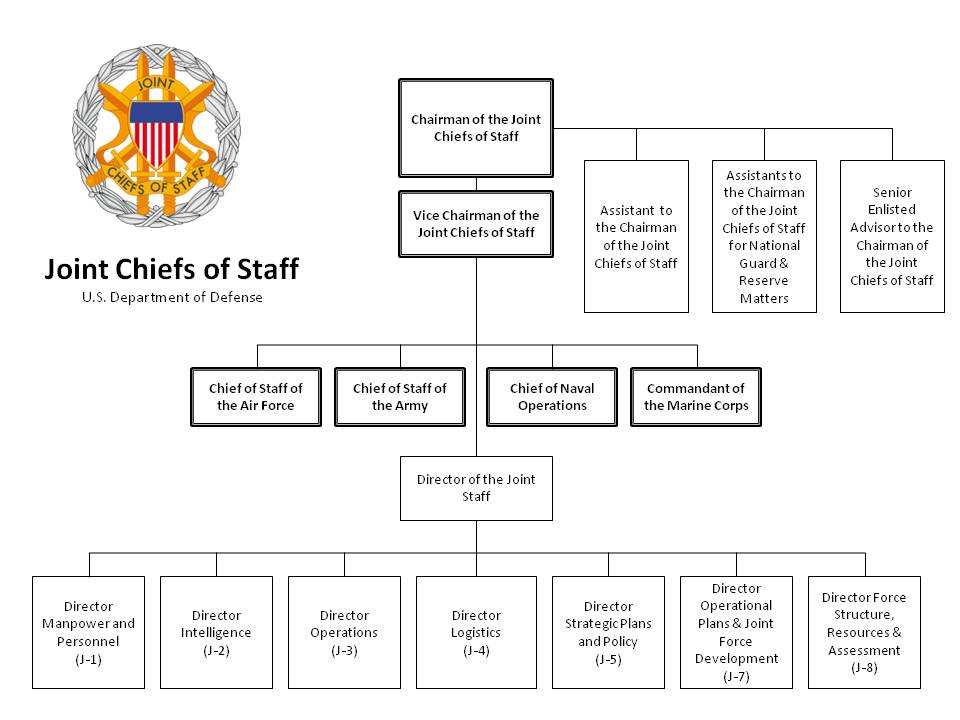
Organigrama de la organización del Estado Mayor Conjunto (JCS) y del Joint Staff (JS)

El Estado Mayor Conjunto es un cuerpo de altos cargos uniformados del Departamento de Defensa que asesoran al Secretario de Defensa, al Consejo de Seguridad Nacional, al Homeland Security Council, y al Presidente sobre asuntos militares. La composición del Estado Mayor Conjunto está definido por el estatuto y está formado por el Presidente del Estado Mayor Conjunto, el Vicesecretario del Estado Mayor Conjunto, el Principal Asesor de Mayor Rango del Presidente, y los Jefes del Servicio Militar del Ejército, la Marina, el Cuerpo de Marines, la Fuerza Aérea, y la Fuerza Espacial, además del jefe de la Oficina de la Guardia Nacional, todos designados por el presidente, tras confirmación del Senado. Cada uno de los Jefes del Servicio Militar, cuando se hallan fuera de sus obligaciones en el Estado Mayor Conjunto, trabajan directamente para el Secretario del Departamento Militar correspondiente: el Secretario del Ejército, el Secretario de la Marina, y el Secretario de la Fuerza Aérea.
A raíz de la Ley Goldwater-Nichols de 1986, el Estado Mayor Conjunto no tienen autoridad de comando operativo, ni individual ni colectivo, ya que la cadena de mando va desde el presidente al Secretario de Defensa, y desde el Secretario de Defensa hasta los comandantes de los Comandos Combatientes. Mediante la Ley de Goldwater-Nichols también se creó la oficina del Vicepresidente, y el presidente está ahora designado como el principal asesor militar del Secretario de Defensa, el Consejo de Seguridad Nacional y al Presidente.
El Joint Staff (JS) (Personal Conjunto) es un personal que está acuartelado en el Pentágono, formado por personal de los cuatro servicios que asisten al presidente y al vicepresidente en el desempeño de sus responsabilidades, y está dirigido por el director del personal conjunto (Director of the Joint Staff (DJS), que es un teniente general o vicealmirante.

### Servicios y Departamentos Militares
Hay tres Departamentos Militares dentro del Departamento de Defensa:
1. el Departamento del Ejército, dentro del cual está organizado el Ejército de Estados Unidos.
2. el Departamento de la Armada, dentro del cual están organizados la Armada de Estados Unidos y el Cuerpo de Marines.
3. el Departamento de la Fuerza Aérea, dentro del cual están organizados la Fuerza Aérea de Estados Unidos y la Fuerza Espacial.

Cada uno de los Departamentos Militares está encabezado por su propio Secretario (es decir., el Secretario del Ejército, el Secretario de la Armada y el Secretario de la Fuerza Aérea), designados por el Presidente, con el asesoramiento y consentimiento del Senado. Tienen autoridad legal, en virtud del Título 10 del Código de Estados Unidos, para llevar a cabo todos los asuntos de sus respectivos departamentos dentro de los cuales están organizados los servicios militares. Los Secretarios de los Departamentos Militares están (por ley) subordinados al Secretario de Defensa y (por delegación del Secretario de Defensa) al Subsecretario de Defensa.
A su vez, los Secretarios de los Departamentos Militares, ejercen normalmente autoridad sobre sus fuerzas por delegación de sus respectivos Jefes de Servicio (es decir., el Jefe del Estado Mayor del Ejército, el Jefe de Operaciones Navales, el Comandante del Cuerpo de Marines, el Jefe del Estado Mayor de la Fuerza Aérea y el Jefe de Operaciones Espaciales) ante fuerzas no asignadas a un Comando Combatiente.
Los Secretarios de los Departamentos Militares y los Jefes de Servicio no poseen autoridad de comando operacional sobre las tropas norteamericanas, (este poder se les fue despojado con base en la Ley de Reorganización de Defensa de 1958) y, en cambio, los Departamentos Militares tienen el único cometido de la "formación, aprovisionamiento de equipamiento, y administración de tropas".

Departamentos Militares del Departamento de Defensa
Departamento del Ejército
Departamento de la Armada
Departamento de la Fuerza Aérea

Servicios Militares del Departamento de Defensa
Ejército
Armada
Cuerpo de Marines
Fuerza Aérea
Fuerza Espacial

### Comandos Combatientes Unificados

Mapa de los comandos geográficos del Departamento de Defensa

Un Comando Combatiente Unificado es un comando militar compuesto por personal y equipamiento de al menos dos Departamento Militares, los cuales tienen una misión amplia y conjunta.
Estos Departamentos Militares son responsables de entrenar y equipar a las tropas para el combate, mientras que los Comandos Combatientes Unificados son responsables del mando operativo efectivo de las fuerzas militares. Casi todas las fuerzas operativas norteamericanas están bajo la autoridad de un Comando Unificado. Los Comandos Unificados están regidos por un Plan de Comando Unificado, un documento actualizado con frecuencia (realizado por el Departamento de Defensa), que establece la misión del Comando, las responsabilidades geográficas/funcionales, y la estructura de la fuerza.
Durante las operaciones militares, la cadena de mando abarca desde el Presidente al Secretario de Defensa y a los Comandantes Combatientes de los Comandos Combatientes.
Desde 2019 Estados Unidos tiene once Comandos Combatientes, organizados según una base geográfica (conocida como "área de responsabilidad") o sobre una base funcional global:

### Lista de Comandos Combatientes Unificados
- Comando Norte de Estados Unidos (USNORTHCOM)
- Comando Sur de Estados Unidos (USSOUTHCOM)
- Comando Central de los Estados Unidos (USCENTCOM)
- Mando Europeo de los Estados Unidos (USEUCOM)
- Comando del Pacífico de Estados Unidos (USPACOM)
- Comando de África de Estados Unidos (USAFRICOM)
- Comando Estratégico de Estados Unidos (USSTRATCOM)
- Comando de Operaciones Especiales de Estados Unidos (USSOCOM)
- Comando de Transporte de Estados Unidos (USTRANSCOM)
- Comando Cibernético de Estados Unidos (USCYBERCOM)
- Comando Espacial de Estados Unidos (USSPACECOM)